# Массімо Донаті
Массімо Донаті (італ. Massimo Donati, нар. 26 березня 1981, Сан-Віто-аль-Тальяменто) — італійський футболіст, що грав на позиції півзахисника. По завершенні ігрової кар'єри — тренер. З 2019 року входить до тренерського штабу клубу «Кілмарнок».
Виступав, зокрема, за «Мілан» та «Селтік», а також молодіжну збірну Італії.

## Клубна кар'єра
Народився 26 березня 1981 року в місті Сан-Віто-аль-Тальяменто. Вихованець кількох невеликих юнацьких команд, після яких 1998 року потрапив до молодіжної команди «Аталанти».
За першу команду «Аталанти» дебютував у сезоні 1999/00, взявши участь у 20 матчах Серії Б, а команда посіла 4 місце та вийшла до вищого дивізіону. У Серії А Донаті дебютував в матчі першого туру проти «Лаціо» (2:2), а загалом за сезон зіграв в цілому 26 ігор чемпіонату, забивши гол.
У червні 2001 року разом із одноклубником Крістіаном Дзеноні за 60 мільярдів лір за перейшов у «Мілан». Дебютував за нову команду в офіційних матчах у матчі Серія A 26 серпня 2001 року в грі проти «Брешії» (2:2). Однак у титулованому клубі молодий півзахисник не зміг закріпитись, провівши за сезон 2002/03 лише 17 матчів у чемпіонаті, більшість з них з заміни. Для того, щоб молодий Массімо почав отримувати ігрову практику, керівництво «Мілана» вирішило віддати футболіста в оренду. В результаті за 4 роки він встиг пограти в 4-х різних клубах Серії А — «Пармі», «Торіно», «Сампдорії» та «Мессіні», а у 2006 році, також на правах оренди, Донаті повернувся в свій рідний клуб — «Аталанту».
У 2007 році Донаті перейшов у шотландський «Селтік». Перший час Массімо був одним з ключових гравців у складі «кельтів», і 28 листопада у поєдинку Ліги чемпіонів УЄФА проти донецького «Шахтаря» Донаті забив гол на 92-й хвилині, який приніс перемогу 2:1, завдяки якій команда вийшла в плей-оф Ліги чемпіонів. Крім цього того ж сезону Массімо виборов титул чемпіона Шотландії. Проте пізніше він поступово почав втрачати місце в основі, а незабаром оголосив про бажання повернутися в Італію.
27 серпня 2009 року Донаті покинув «Селтік» і підписав чотирирічний контракт із новачком Серії А «Барі». У першому сезоні 2009/10 Донаті провів 32 матчі, забив 1 гол і зробив 3 гольові передачі, а команда посіла високе 10-те місце. Втім вже наступного розіграшу команда виступала вкрай невдало і посіла останнє 20-те місце, вилетівши до Серії Б, де Массімо провів ще пів року.
19 січня 2012 гравець підписав контракт з «Палермо» терміном до 30 червня 2014 року, втім ще 2013 року команда вилетіла у Серію Б, після чого Донаті вирішив її залишити.
20 червня 2013 року Донаті уклав дворічну угоду з «Вероною», але основним гравцем не став і по завершенні першого сезону повернувся у «Барі», за яке вже грав раніше. Там Донаті провів два сезони у Серії Б.
18 липня 2016 року Донаті повернувся до Шотландії, ставши гравцем клубу «Гамільтон Академікал». У листопаді 2016 року він продовжив контракт з клубом, підписавши угоду до 30 червня 2019 року. Втім вже 29 січня 2018 року вирішив закінчити ігрову кар'єру та взяв на себе роль тренера юнацькою команди «Гамільтон Академікал U-15».
Тим не менш вже за місяць, у лютому, Донаті вирішив відновити ігрову кар'єру, уклавши угоду до кінця сезону з клубом другого шотландського дивізіону «Сент-Міррен», якому допоміг посісти 1 місце, після чого остаточно завершив кар'єру футболіста.

## Виступи за збірні
1998 року дебютував у складі юнацької збірної Італії (U-16), загалом на юнацькому рівні взяв участь у 17 іграх, відзначившись одним забитим голом.
Протягом 2000—2004 років залучався до складу молодіжної збірної Італії, у складі якої поїхав на молодіжний чемпіонат Європи 2002 року у Швейцарії, де його команда дійшла до півфіналу. Всього на молодіжному рівні зіграв у 26 офіційних матчах, забив 1 гол.

## Кар'єра тренера
З 2019 року входить до тренерського штабу Анджело Алессіо у шотландському клубі «Кілмарнок».

## Статистика виступів

### Статистика клубних виступів
| Сезон                            | Команда                          | Чемпіонат                        | Чемпіонат | Чемпіонат | Національний кубок | Національний кубок | Національний кубок | Континентальні кубки | Континентальні кубки | Континентальні кубки | Інші змагання | Інші змагання | Інші змагання | Усього | Усього |
| Сезон                            | Команда                          | Ліга                             | Ігор      | Голів     | Ліга               | Ігор               | Голів              | Ліга                 | Ігор                 | Голів                | Ліга          | Ігор          | Голів         | Ігор   | Голів  |
| -------------------------------- | -------------------------------- | -------------------------------- | --------- | --------- | ------------------ | ------------------ | ------------------ | -------------------- | -------------------- | -------------------- | ------------- | ------------- | ------------- | ------ | ------ |
| 1999–00                          | «Аталанта»                       | B                                | 20        | 1         | КІ                 | 5                  | 0                  | -                    | -                    | -                    | -             | -             | -             | 25     | 1      |
| 2000–01                          | «Аталанта»                       | A                                | 26        | 1         | КІ                 | 7                  | 1                  | -                    | -                    | -                    | -             | -             | -             | 33     | 2      |
| 2001–02                          | «Мілан»                          | A                                | 17        | 0         | КІ                 | 4                  | 0                  | КУЄФА                | 7                    | 0                    | -             | -             | -             | 28     | 0      |
| 2002-січ. 2003                   | «Парма»                          | A                                | 7         | 1         | КІ                 | 2                  | 0                  | КУЄФА                | 3                    | 1                    | -             | -             | -             | 12     | 2      |
| січ.-черв. 2003                  | «Торіно»                         | A                                | 17        | 4         | КІ                 | -                  | -                  | -                    | -                    | -                    | -             | -             | -             | 17     | 4      |
| 2003–04                          | «Сампдорія»                      | A                                | 19        | 0         | КІ                 | 4                  | 0                  | -                    | -                    | -                    | -             | -             | -             | 23     | 0      |
| 2004–05                          | «Мессіна»                        | A                                | 34        | 1         | КІ                 | 4                  | 0                  | -                    | -                    | -                    | -             | -             | -             | 38     | 1      |
| 2005–06                          | «Мессіна»                        | A                                | 33        | 1         | КІ                 | 0                  | 0                  | -                    | -                    | -                    | -             | -             | -             | 33     | 1      |
| Усього за «Мессіну»              | Усього за «Мессіну»              | Усього за «Мессіну»              | 67        | 2         |                    | 4                  | 0                  |                      | 0                    | 0                    |               | -             | -             | 71     | 2      |
| 2006–07                          | «Аталанта»                       | A                                | 32        | 1         | КІ                 | 2                  | 1                  | -                    | -                    | -                    | -             | -             | -             | 34     | 2      |
| Усього за «Аталанту»             | Усього за «Аталанту»             | Усього за «Аталанту»             | 78        | 3         |                    | 14                 | 2                  |                      | 0                    | 0                    |               | -             | -             | 92     | 5      |
| 2007–08                          | «Селтік»                         | ПЛ                               | 25        | 3         | КШ+КЛ              | 0                  | 0                  | ЛЧ                   | 10                   | 1                    | -             | -             | -             | 35     | 4      |
| 2008–09                          | «Селтік»                         | ПЛ                               | 4         | 0         | КШ+КЛ              | 0+1                | 0                  | ЛЧ                   | 1                    | 0                    | -             | -             | -             | 6      | 0      |
| лип.-серп. 2009                  | «Селтік»                         | ПЛ                               | 2         | 0         | КШ+КЛ              | 0                  | 0                  | ЛЧ                   | 4                    | 1                    | -             | -             | -             | 6      | 1      |
| Усього за «Селтік»               | Усього за «Селтік»               | Усього за «Селтік»               | 31        | 3         |                    | 1                  | 0                  |                      | 15                   | 2                    |               | -             | -             | 47     | 5      |
| серп. 2009–10                    | «Барі»                           | A                                | 32        | 1         | КІ                 | -                  | -                  | -                    | -                    | -                    | -             | -             | -             | 32     | 1      |
| 2010–11                          | «Барі»                           | A                                | 31        | 1         | КІ                 | 1                  | 0                  | -                    | -                    | -                    | -             | -             | -             | 32     | 1      |
| 2011-січ. 2012                   | «Барі»                           | B                                | 19        | 2         | КІ                 | 3                  | 1                  | -                    | -                    | -                    | -             | -             | -             | 22     | 3      |
| Усього за «Барі»                 | Усього за «Барі»                 | Усього за «Барі»                 | 82        | 4         |                    | 4                  | 1                  |                      | -                    | -                    |               | -             | -             | 86     | 5      |
| січ.-черв. 2012                  | «Палермо»                        | A                                | 18        | 2         | КІ                 | -                  | -                  | ЛЄ                   | -                    | -                    | -             | -             | -             | 18     | 2      |
| 2012–13                          | «Палермо»                        | A                                | 28        | 0         | КІ                 | 2                  | 0                  | -                    | -                    | -                    | -             | -             | -             | 30     | 0      |
| Усього за «Палермо»              | Усього за «Палермо»              | Усього за «Палермо»              | 46        | 2         |                    | 2                  | 0                  |                      | -                    | -                    |               | -             | -             | 48     | 2      |
| 2013–14                          | «Верона»                         | A                                | 20        | 1         | КІ                 | 2                  | 0                  | -                    | -                    | -                    | -             | -             | -             | 22     | 1      |
| 2014–15                          | «Барі»                           | B                                | 35        | 2         | КІ                 | -                  | -                  | -                    | -                    | -                    | -             | -             | -             | 35     | 2      |
| 2015–16                          | «Барі»                           | B                                | 11        | 1         | КІ                 | 1                  | 0                  | -                    | -                    | -                    | -             | -             | -             | 12     | 1      |
| 2016–17                          | «Гамільтон Академікал»           | ПЛ                               | 31        | 2         | КШ+КЛ              | 4+4                | 0+1                | -                    | -                    | -                    | -             | -             | -             | 39     | 3      |
| 2017-січ. 2018                   | «Гамільтон Академікал»           | ПЛ                               | 10        | 0         | КШ+КЛ              | 1+2                | 0+1                | -                    | -                    | -                    | -             | -             | -             | 13     | 1      |
| Усього за «Гамільтон Академікал» | Усього за «Гамільтон Академікал» | Усього за «Гамільтон Академікал» | 41        | 2         |                    | 11                 | 2                  |                      | -                    | -                    |               | -             | -             | 52     | 4      |
| лют.-черв. 2018                  | «Сент-Міррен»                    | Ч                                | 1         | 0         | КШ+КЛ              | -                  | -                  | -                    | -                    | -                    | КВ            | -             | -             | 1      | 0      |
| Усього за кар'єру                | Усього за кар'єру                | Усього за кар'єру                | 450       | 24        |                    | 45                 | 4                  |                      | 25                   | 3                    |               | -             | -             | 520    | 31     |

## Титули і досягнення
- Чемпіон Шотландії (1):

«Селтік»: 2007/08
- Володар Кубка шотландської ліги (1):

«Селтік»: 2008/09